# Nazario S. Ortiz Garza
Nazario Silvestre Ortiz Garza (Saltillo, Coahuila; 31 de diciembre de 1893 - Ciudad de México, 10 de octubre de 1991) fue un político y empresario mexicano que ocupó los cargos de gobernador del estado de Coahuila y secretario de Agricultura en el gabinete del presidente Miguel Alemán Valdés.

## Primeros años y datos familiares
Nació en Saltillo, Coahuila, el 31 de diciembre de 1893, y fue hijo de Nazario Ortiz González y de Guadalupe Garza de la Garza, originaria de Monterrey, Nuevo León. Se casó en 1915 con Rebeca Rodríguez Recio, con quien procreó dos hijos: Nazario y Mario.

## El Ateneo Fuente
Cursó estudios en el Ateneo Fuente, y en 1915 trabajó en la casa comercial de Dámaso Rodríguez en compañía de Isidro López Zertuche y Segundo Rodríguez Narro quienes, al correr el tiempo, serían grandes capitanes de la industria y el comercio coahuilenses. 

## Diputado local y presidente municipal
Fue elegido diputado local en 1924, y en 1928 se hizo cargo de la presidencia municipal de Saltillo durante seis meses.

## Gobernador de Coahuila
Fue gobernador electo de Coahuila del 1 de diciembre de 1929 al 30 de noviembre de 1933. Realizó una fructífera administración entre cuyas obras destacaron la construcción del Ateneo Fuente, las escuelas Coahuila y Álvaro Obregón en Saltillo y el estadio Revolución en Torreón
Después de su gestión como gobernador ocupó otros cargos como:
- Senador de la República (1934 - 1940).
- Secretario de Agricultura en el gabinete del presidente Miguel Alemán (1946 - 1952).

## Empresario vitivínicola
Fue impulsor del cultivo de la vid en Coahuila y Aguascalientes, propietario de la Compañía Vinícola de Aguascalientes, así como accionista mayoritario de la Unión Vinícola Asociada. Asimismo, fue presidente de la Cámara Nacional de la Industria de Transformación, de 1969 a 1972.

## Muerte
Falleció el 10 de octubre de 1991, en la Ciudad de México, a la edad de 97 años. Sus restos descansan, por decreto del gobierno del Estado, en el panteón Santo Cristo en Saltillo, Coahuila.